# 東山タワー
東山タワー（ひがしやまタワー）は、名古屋市昭和区高峯町の中京テレビ放送（CTV）旧本社敷地内に置かれている県域FMラジオの送信所、名古屋高速道路の業務用無線の基地局およびNTTドコモの中継所である。

## 概要
「中京テレビ鉄塔」という名称も持つ。在名局初にして民放広域テレビ局唯一のUHF放送だった中京テレビが、1969年の開局に合わせて同局の敷地内に建設した。敷地内に建てた理由は、UHF電波の特性として遠距離やビル群で電波が減衰してしまうために高い丘陵地が必要であったことと名古屋空港（小牧空港）への飛行機の進入路や警察無線の妨害にあたらない場所として最適だったためである。
標高65mのところに高さ162mの鉄塔が建設され、両方の高さを併せると名古屋市中心部にある名古屋テレビ塔（180m）よりも高い。建設費は1億7000万円。中京テレビOBの話によれば、砂利道しかない雑木林を切り開いて造ったという。後に、在名FMラジオ局・名古屋高速道路公社・NTTドコモが送信所・基地局・中継所として使用している。
1989年の東山スカイタワー完成以降は、混同されやすいことからか、付近住民も中京テレビの職員の間でも東山タワーの名称をあまり使わなくなっている。
かつては、自社を含めたUHFアナログテレビ放送も送信していたが、瀬戸デジタルタワーの運用開始、そして完全地上デジタルテレビ放送化により2011年7月24日を以って名古屋テレビ塔のVHFアナログテレビ送信所共々廃局となった（2010年9月に閉局した外国語放送局のRADIO-iは瀬戸市の三国山から送信されていた）。また完全移行後も中京テレビは自社の地上デジタル放送のSTLを瀬戸デジタルタワーへ送信するためにタワーを引き続き使用していたが、新社屋移転に伴い設備は撤去され、現在は自社では使用していない。

## 送信所概要

### FMラジオ放送
| 周波数 （MHz） | 放送局名                                      | コールサイン | 空中線電力 | 実効輻射電力 | 放送対象 地域 | 放送区域 内世帯数 |
| -------------- | --------------------------------------------- | ------------ | ---------- | ------------ | ------------- | ----------------- |
| 77.8           | ZIP-FM                                        | JOQV-FM      | 10 kW      | 39 kW        | 愛知県        | -                 |
| 80.7           | FMA エフエム愛知                              | JOCU-FM      | 10 kW      | 39 kW        | 愛知県        | -                 |
| 82.5           | NHK 名古屋FM                                  | JOCK-FM      | 10 kW      | 39 kW        | 愛知県        | -                 |
| 82.5           | 一般財団法人 道路交通情報通信システムセンター | JOVS-FCM6    | 10 kW      | 39 kW        | 愛知県        | -                 |

## 廃止された局の概要

### 地上アナログテレビジョン放送
| チャンネル | 放送局名                       | コールサイン     | 空中線電力           | 実効輻射電力        | 放送対象 地域 | 放送区域 内世帯数 |
| ---------- | ------------------------------ | ---------------- | -------------------- | ------------------- | ------------- | ----------------- |
| 25ch       | TVA テレビ愛知                 | JOCI-TV JOCI-TAM | 映像10kW/ 音声2.5 kW | 映像110kW/ 音声27kW | 愛知県        | 不明              |
| 35ch       | CTV 中京テレビ放送 ※鉄塔所有者 | JOCH-TV JOCH-TAM | 映像30kW/ 音声7.5 kW | 映像360kW/ 音声90kW | 中京広域圏    | 不明              |

### FMラジオ放送
| 周波数 （MHz） | 放送局名  | コールサイン | 空中線電力 | 実効輻射電力 | 放送対象 地域 | 放送区域 内世帯数 |
| -------------- | --------- | ------------ | ---------- | ------------ | --- | ----------------- |
| 79.5           | Radio NEO | JOCW-FM      | 5 kW       | 18 kW        | 名古屋市を中心として同一の放送番組の放送を 同時に受信できることが相当と認められる 区域として総務大臣が別に定める区域 | -                 |

## 歴史
- 1969年4月1日 -  中京テレビ放送（愛称：中京テレビ、略称：CTV）が開局。
- 1969年12月24日 - エフエム愛知（当時：愛知音楽エフエム放送）が開局。
- 1971年3月26日 - NHK名古屋FM の送信所が名古屋テレビ塔から当所に移転する[1]。
- 1983年9月1日 -  テレビ愛知が開局。
- 1993年10月1日 -  ZIP-FM（当時：エフエム名古屋）が開局。
- 2003年12月1日 - 在名局で地上デジタル放送の本放送開始。ただし当所に送信所は設置されず（後述）、中京テレビのSTL送信設備のみの設置となった。
- 2011年7月24日 - 当所に置かれている全ての地上アナログテレビジョン放送が地上デジタル放送へ完全移行のため廃局となった。
- 2014年4月1日 - エフエムインターウェーブなごや（InterFM NAGOYA→Radio NEO）が開局。
- 2016年11月21日未明 - 中京テレビが隣接地での放送業務を終了。中村区平池町4丁目（ささしまライブ24地区）の新社屋への移転完了。
- 2020年6月30日 - Radio NEOが閉局。

## 放送エリア
- 中京テレビは広域放送を行っており、中京広域圏（愛知県・岐阜県・三重県の東海3県）を放送対象地域としていた。
- テレビ愛知は県域放送を行っており、愛知県を放送対象地域としていた。
- FMラジオは、愛知県を放送対象地域としている。Radio NEOは他3局（ZIP-FM、エフエム愛知、NHK名古屋FM）より空中線電力、実効輻射電力が弱かった。

## 中京テレビの新社屋移転と存廃問題
- テレビは2003年12月1日に地上デジタル放送が開始されたが、このタワーでは名古屋テレビ塔と同様に地上デジタルテレビ用のアンテナを設置すると強度不足が生じると判断されたため、中京テレビとテレビ愛知両局のデジタル送信所は、NHKおよび他の民放局共々、新造の瀬戸デジタルタワーに設置された。東山タワーについては、引き続き中京テレビとテレビ愛知の地上アナログ放送（2011年7月24日の放送終了まで）と中京テレビの地上デジタル放送の瀬戸デジタルタワーへのSTL送信（2016年11月21日の新社屋移転まで）に使用された。
- 一方、FMラジオ3局（ZIP-FM、エフエム愛知、NHK名古屋FM）と名古屋都市高速については今後も引き続きこのタワーでの送信を継続する予定だったが、2016年度に中京テレビがささしまライブ24地区に新社屋を建設、移転する予定となっている（2016年11月21日実施）ため、今後の存続がどうなるかが取りざたされていた。中京テレビは「ラジオ局の関係もあり、今後は白紙状態」で「栄のテレビ塔（名古屋テレビ塔）のようにシンボル化してきたわけでもない」とし、FM3局も様子見の状態である。名古屋高速道路公社は「デジタル無線に切り替える際に別の候補地を検討する」としている[新聞 1]。
- 2013年現在、このタワーそのものの耐久性は問題ないとされているが、仮に維持した場合は7年ごとのペンキの塗り替え作業で維持費がかかり、仮に解体する場合でも中京テレビが試算を明らかにしないほどの撤去費用が掛かると見られている[注釈 2][新聞 1]。
- 付近の住民の中には「中京テレビが移転した際に鉄塔だけ残されても困る」という声も上っている[新聞 1]。一方で、AMラジオを運営するCBCラジオと東海ラジオ放送が共同でFMの電波を利用したFM補完中継局（AM電波と同じ番組のFM電波による送信）を巡り[新聞 2]、その送信所に当タワーを利用する話が出ていた[新聞 3] が、最終的にかつてのRADIO-iと同じ三国山に中継局を設置し、2015年10月1日に運用を開始した[WEB 6]。
- 2016年10月、NHK名古屋放送局は老朽化したFM送信アンテナの更新のため、ZIP-FM、エフエム愛知と共に当タワーの従来より高い位置（中京テレビがアナログ放送時代に使用していた位置）にアンテナを移設したことを発表[WEB 7]。中京テレビの移転後もしばらくは東山タワーは残ることになった。
- 2016年11月21日、中京テレビはささしまライブに建設した新社屋に移転。それに伴い中京テレビでの当タワーの使用は終了し、旧社屋のうちタワーの下に位置した旧本館（開局時に建設）と新館（1979年竣工）はすぐに解体され、跡地にはスーパーマーケットが開業した。 タワーに隣接していた放送センター（1990年竣工）と道路を挟んで向かい側にあった北館（2005年竣工）は築年数が比較的新しかったこともありしばらく残され、関連会社などが引き続き使用していたが、北館は2022年頃、放送センターは2023年末頃に解体され[2]、放送センター跡地にはマンションが建設された[3]。 そのため2025年現在旧社屋敷地に残るのは東山タワーのみとなっている。